# Százhalom

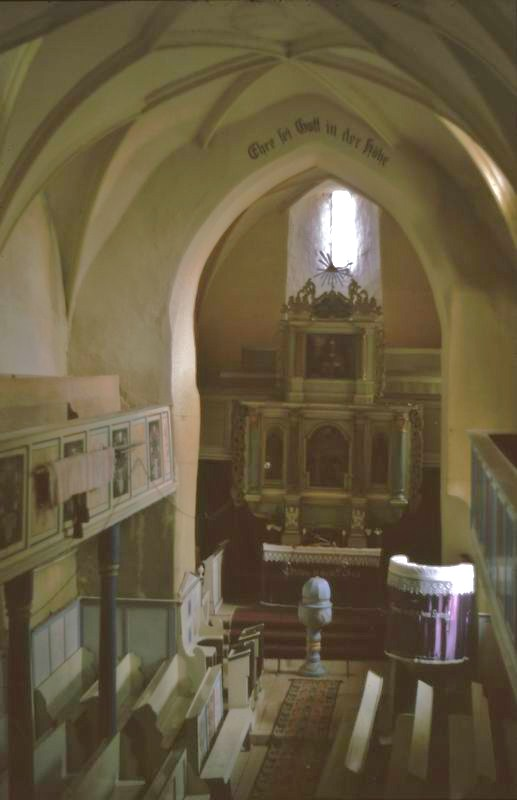

Százhalom (románul Movile, korábban Hondrubechi, németül: Hundertbücheln, szász nyelvjárásban Hangderbäχeln) falu Romániában, Erdélyben, Szeben megyében.

## Nevének eredete
Német és magyar neve azonos jelentésű, minthogy a középfelnémet Büchel 'halmot' jelent. A mai román név hatósági névadással keletkezett, jelentése szintén 'halmok'. Történeti névalakjai: Hundertpuch (1355), Zazhalm (1368), Hundertbüchel (1374), de Centum Cumulis [...] vulgaliter dicitur Hundirtbucheln (1384), Zazhalom (1601). Román neve 1750-ben Hondorbék.

## Földrajz

### Fekvése
Medgyestől 62 km-re délkeletre, Fogarastól 45 km-re észak–északnyugatra, Segesvártól 32 km-re délre, Szentágotától húsz km-re északkeletre, a Hortobágy völgyében fekszik.

## Népesség

### A népességszám változása
Százhalom népessége 1850 és 1956 között hét–nyolcszáz fő között mozgott, majd a szászok 20. század végi kivándorlásával kevesebb mint a felére csökkent.

### Etnikai és vallási megoszlás
- 1850-ben 810 lakosából 500 volt szász, 238 román és 71 cigány nemzetiségű; 500 evangélikus és 309 görögkatolikus vallású. (Görögkatolikusok helyett 1857-től folyamatosan ortodoxokat találunk.)
- 2002-ben 335 lakosából 310 vallotta magát román, 21 cigány és négy német nemzetiségűnek; 331 ortodox és négy evangélikus vallásúnak. (1992-ben még 161-en vallották magukat cigánynak.)

## Története
Szász alapítású falu, első említésétől 1876-ig, rövid megszakításokkal Nagysinkszékhez tartozott. 1368-ban közelében vert tábort Nagy Lajos király.
1488-ban 54 adófizető gazdát, két pásztort és egy iskolamestert írtak össze benne, ezzel a szék ötödik legnépesebb települése volt. Egy Antonius Pauli nevű százhalmi diák 1506-ban a krakkói egyetemen tanult. Szász lakossága 1564-ben tért át az evangélikus hitre. 1579-ben a Szent Márton napját követő vasárnapra országos vásár tartására kapott szabadalmat. 1658-ban a tatár–moldvai–havasalföldi sereg felégette, és bár templomerődje kiállta az ostromot, lakossága megtizedelődött. Ezután sokan települtek be más falvakból. 1876-ban csatolták Nagy-Küküllő vármegyéhez. 1898-ban kisközségből nagyközséggé alakult.

## Látnivalók
- A szász evangélikus erődtemplom hajója 14. századi. A nyugati végében álló harangtorony eredetileg 1225 után épült román stílusban, míg a keleti ún. Pflaumenturm védelmi céllal 1425 körül. Utóbbi 1730-ig védőemelettel volt ellátva. A római bíborosi kollégium 1475-ben száz napos búcsút engedélyezett a templom számára. 1495 körül gótikus stílusban építették át. 1500 körül falgyűrűvel és három védőtoronnyal erődítették, amelyek közül egyet az 1840-es években lebontottak, egy másik 1936-ban összedőlt. Kisebbik harangja 1411-ben, a nagyobbik 1482-ben, a középső 1496-ban, kő keresztelő medencéje 1554-ben készült.
- Szent Miklós ortodox temploma 1796-ban épült.

## Híres emberek
- Innen származott és tizenegy éves koráig, 1930-ig itt élt Cornel Irimie néprajztudós.